# 克鲁瓦西耶 (奥恩省)
克鲁瓦西耶（法語：Croisilles，法語發音：[kʁwazij] ⓘ）是法国奥恩省的一个市镇，位于该省中部，属于阿让唐区。

## 地理
克鲁瓦西耶（48°46'4"N, 0°15'45"E）面积11.32 平方千米，位于法国诺曼底大区奧恩省，该省份为法国西北部内陆省份，北起顺时针与卡爾瓦多斯省、厄尔省、厄尔-卢瓦省、萨尔特省、马耶讷省和芒什省接壤。
与克鲁瓦西耶接壤的市镇（或旧市镇、城区）包括：圣日耳曼-德克莱尔弗耶、库尔梅、加塞、日奈、梅尼勒弗罗热、梅尼勒于贝尔-昂内姆、勒梅尼勒维孔特、雷桑略、欧日地区古费恩。

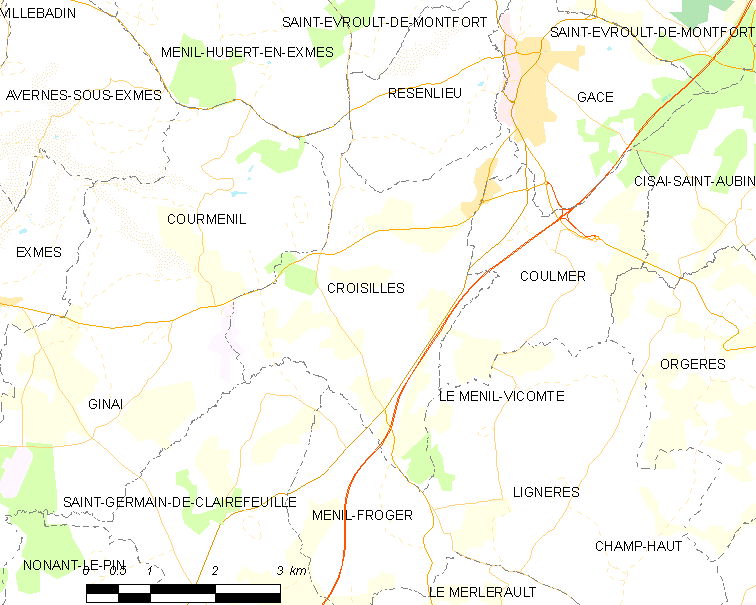
的OSM定位图

克鲁瓦西耶的时区为UTC+01:00、UTC+02:00（夏令时）。

## 行政
克鲁瓦西耶的邮政编码为61230，INSEE市镇编码为61138。

## 政治
克鲁瓦西耶所属的省级选区为维穆捷县。

## 人口

1962-2008年间人口变化图示

克鲁瓦西耶于2022年1月1日时的人口数量为193人。